# Art Mûr
Art Mûr est une galerie d'art contemporain commerciale située à Montréal, Québec, Canada. 
Avec ses sept salles d'exposition totalisant 1 300 m2, le septième espace ayant été inauguré au printemps 2008, Art Mûr est l'une des plus grandes galeries d'art privées au Canada[réf. nécessaire].

## Historique
Fondée en 1996 par François St-Jacques et Rhéal Olivier Lanthier, Art Mûr était d'abord située sur la rue Notre-Dame, dans le quartier Saint-Henri à Montréal. Depuis 2002, la galerie a pignon sur rue au 5826, rue Saint-Hubert, et profite ainsi d'un emplacement stratégique entre le Plateau-Mont-Royal et la petite Italie, deux des quartiers les plus prisés à Montréal. Elle est membre de l'Association des galeries d'art contemporain (AGAC), dont Rhéal Olivier Lanthier a été élu président en mars 2008.

## Mandat et réalisations
Art Mûr représente une trentaine d'artistes émergents et établis dont la plupart sont présents dans les collections muséales. C'est particulièrement le cas de Cal Lane, artiste de Nouvelle-Écosse, dont l'une des œuvres a récemment été acquise par le Musée des beaux-arts de l'Ontario, de Diana Thorneycroft, dont les œuvres figurent dans nombre de collections canadiennes (dont celle du Musée des beaux-arts du Canada), et de Nadia Myre.
Art Mûr s'affiche comme une des rares, sinon la seule, galeries d'art contemporain commerciales québécoises à compter dans ses rangs autant d'artistes québécois que d'artistes provenant du reste du Canada[réf. nécessaire]. La pratique artistique de ces derniers englobe une variété de médiums tels que la peinture, la sculpture, la photographie, les nouveaux médias et la performance (ou "art performance").
Depuis sa fondation, Art Mûr cumule les projets d'envergure[réf. souhaitée], notamment l'exposition Art Fiction qui réunissait le travail de 26 artistes canadiens et soulignait le dixième anniversaire de la galerie.
Art Mûr collabore également avec des conservateurs et des directeurs de musées canadiens dans le cadre de projets spéciaux, comme ce fut le cas en 2007 avec David Liss, directeur du Museum of Contemporary Canadian Art (Toronto), dont le projet était de faire découvrir aux Montréalais la riche scène artistique torontoise. La même année, Art Mûr a fait partie des sept galeries sélectionnées dans le cadre de l'exposition Open Spaces à la Foire internationale d'art de Toronto (TIAF). Elle y a présenté l'installation Filigree Car Bombing (2006) de Cal Lane.

## Artistes représentés
Lois Andison, Patrick Beaulieu, Judith Berry, Simon Bilodeau, Michel Boulanger, Renato Garza Cervera, Magalie Comeau, Cooke-Sasseville, Robbie Cornelissen, Shayne Dark, Jakub Dolejs, Sarah Garzoni, Karine Giboulo, Nicolas Grenier, Annie Hémond-Hotte, Trevor Kiernander, Holly King, Guillaume Lachapelle, Laurent Lamarche, Cal Lane, Nadia Myre, Bevan Ramsay, David Spriggs, Diana Thorneycroft, Barbara Todd, Claude Tousignant, Henri Venne, Brandon Vickerd, Colleen Wolstenholme, Jinny Yu, Ewa Monika Zebrowski.

## Éditions Art Mûr
Art Mûr comprend un volet parallèle en tant que maison d'édition. Huit publications sont déjà disponibles : 
- Fabrizio Perozzi (2004)
- Jinny Yu : To activate space (2008)
- Shayne Dark - Into the Blue (2008)
- Cal Lane - Sweet Crude (2009)
- Nadia Myre - En[counter]s (2011)
- De Cooke-Sasseville à aujourd'hui / From Cooke-Sasseville to Today (2012)
- Derrière la façade (2014)
- Event Horizon: This Must Be the Place – Trevor Kiernander (2016)

La galerie produit également, six fois par année, un opuscule bilingue (français/anglais) d'une vingtaine de pages intitulé Invitation. Publié en 2 200 exemplaires, ce périodique est distribué gratuitement à la communauté artistique canadienne.

## Autres réalisations et mentions
- Le dixième anniversaire de la galerie a été souligné par le magazine spécialisé Vie des Arts, qui en a fait la une de son numéro d'hiver 2006-2007 (vol. 50, no 205).
- La galerie a été consacrée « Meilleur nouvel espace » par la journaliste Isa Tousignant dans sa revue de l'année 2003 dans l'hebdomadaire montréalais anglophone Hour.
- François St-Jacques et Rhéal Olivier Lanthier ont été nommés « Meilleurs directeurs de galerie de l'année 2003 » par la journaliste Christine Redfern du Montreal Mirror.